# Grand Prix de Tennis de Lyon 1990
Il Grand Prix de Tennis de Lyon 1990 è stato un torneo di tennis giocato sul cemento indoor. Si è giocato al Palais des Sports de Gerland di Lione in Francia. È stata la 4ª edizione del torneo, che fa parte della categoria ATP World Series nell'ambito dell'ATP Tour 1990. Il torneo si è giocato dal 15 al 22 ottobre 1990.

## Campioni

### Singolare maschile
Marc Rosset ha battuto in finale  Mats Wilander con il punteggio di 6–3, 6–2

### Doppio maschile
Patrick Galbraith /  Kelly Jones hanno battuto in finale  Jim Grabb /  David Pate con il punteggio di 7–6, 6–4